# Talisia morii
Talisia morii är en kinesträdsväxtart som beskrevs av Acev.-rodr.. Talisia morii ingår i släktet Talisia och familjen kinesträdsväxter. Inga underarter finns listade i Catalogue of Life.